# Ttukbaegi

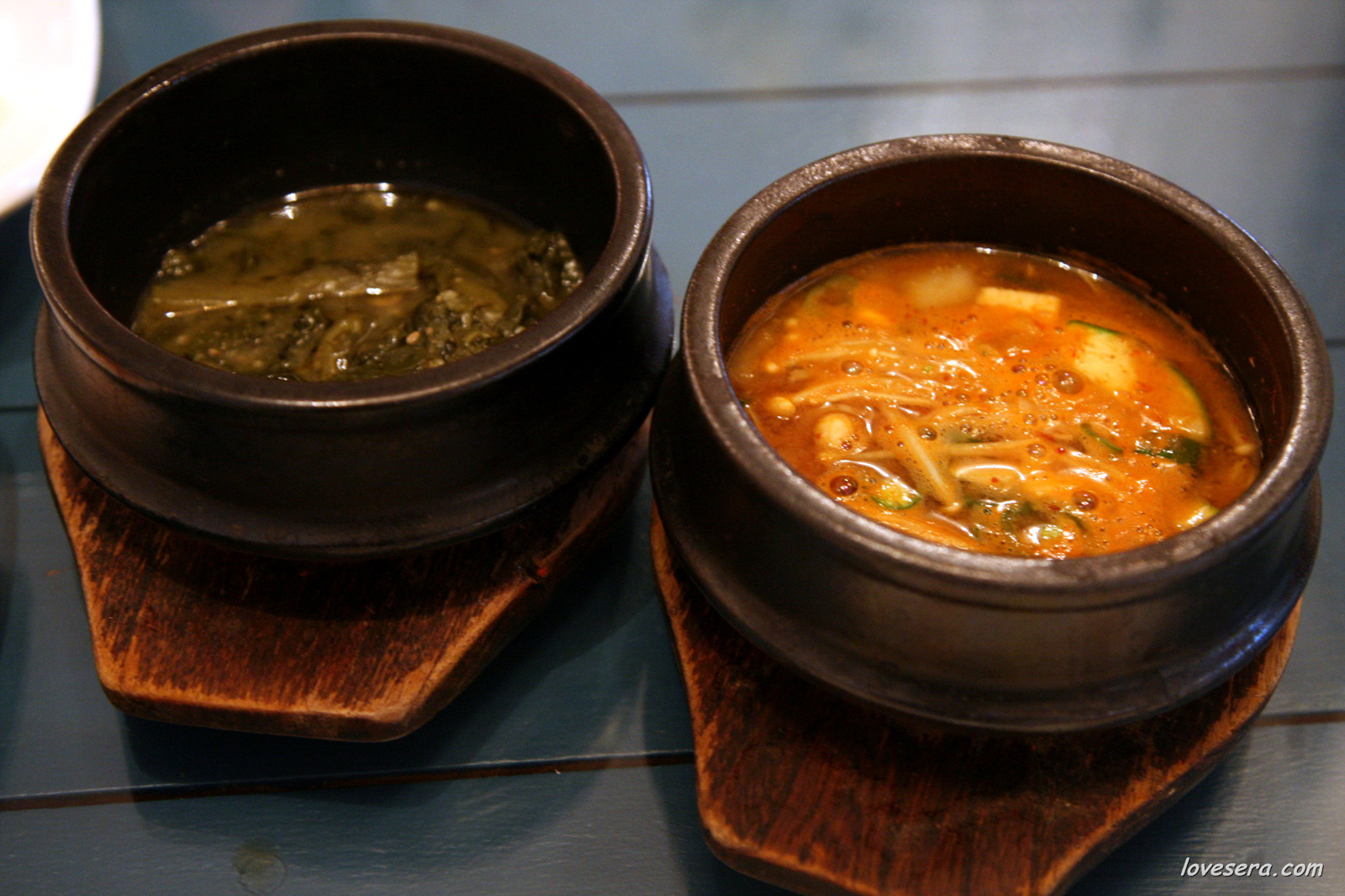
Ttukbaegi piene di jjigae.

La ttukbaegi (뚝배기?, ttukpaegiMR; t͈uk̚.p͈ɛ̝.ɡi) è un recipiente di terracotta appartenente alla categoria delle ojigureut (onggi smaltate con cenere nei toni del marrone). Viene usata come stoviglia per jjigae (stufati), gukbap (zuppe con riso) e altri piatti bolliti della cucina coreana. Siccome trattiene il calore e non si raffredda appena viene rimossa dal fornello, stufati e zuppe cucinati nella ttukbaegi di solito arrivano in tavola ancora in stato di ebollizione.
In base alla regione, viene chiamata anche ttubari (뚜바리?), ttukbari (뚝바리?), ttugari (뚜가리?) e ttukbagu (뚝바구?).

## Storia
La ttukbaegi è citata già in epoca Goryeo, in una poesia di Lee Dal-chung in cui egli scrive che "il makgeolli bianco è portato alla ttukbaegi"; venne poi ampiamente usata a partire dalla dinastia Joseon. Per molto tempo non fece però parte della cultura alimentare di Jeju, dove erano più comuni le ciotole di porcellana bianca rispetto alle terrecotte e non si cucinavano stufati. Le ttukbaegi giunsero e si diffusero gradualmente sull'isola solo dopo la liberazione della Corea nel 1945.

## Produzione e tipologie

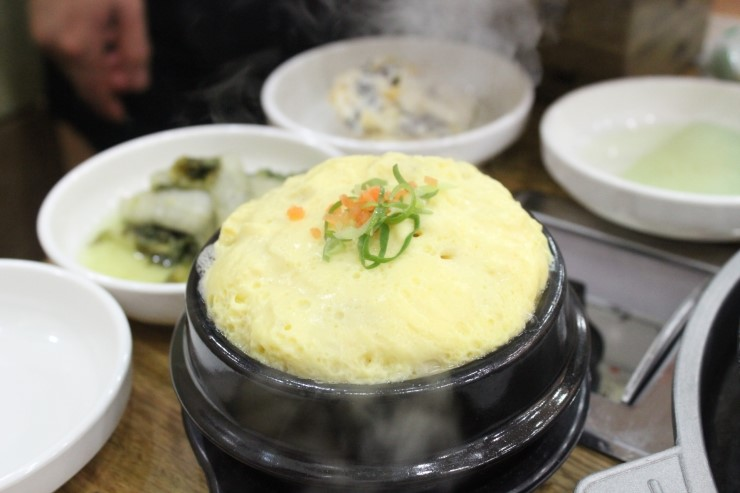
Gyeran-jjim servito in una ttukbaegi.

La ttukbaegi viene prodotta usando una massa di materiali argillosi (come il caolino) estratti nella regione del Jirisan; essa viene messa in uno stampo ad essiccare, per poi essere levigata, smaltata, essiccata nuovamente e infine cotta per dodici ore a una temperatura che può arrivare anche a 1300 °C. Forme e dimensioni variano di regione in regione: nel centro della Corea le ttukbaegi sono più profonde, mentre sulla costa sono più basse e hanno il fondo arrotondato.
Se al momento della cottura la terracotta viene smaltata con la soda caustica, si ottiene una oji ttukbaegi (오지 뚝배기?) di colore nero; in caso contrario si parla di jil ttukbaegi (질 뚝배기?). Le naeyeol ttukbaegi (내열 뚝배기?) sono invece recipienti altamente resistenti al calore e perciò adatti a bollire pietanze quali doenjang-jjigae e gyeran-jjim, mentre le ilban ttukbaegi (일반 뚝배기?) sono più fragili e maggiormente adatte per la cottura di seolleongtang o gukbap.